# An-Nabk
 (avril 2016).
Si vous disposez d'ouvrages ou d'articles de référence ou si vous connaissez des sites web de qualité traitant du thème abordé ici, merci de compléter l'article en donnant les références utiles à sa vérifiabilité et en les liant à la section « Notes et références ».
An-Nabk ou Al-Nabek ou Nabek (en arabe : النبك) est une petite ville de Syrie, située dans le Rif Dimashq, à environ 70 km au nord de Damas, et capitale du Qalamoun.
Sa population était de 32 548 habitants lors du recensement de 2004.
Le sens du mot Al-Nabek signifie "endroit élevé" en arabe, ce qui traduit sa localisation à environ 1 260 m d'altitude,.
Au milieu du XIXe siècle, sa population était composée pour la plupart de musulmans sunnites et de chrétiens syriaques. 

## Histoire
An-Nabk est mentionnée par les géographes arabes à partir du XIIe siècle. Ibn Jubayr reporta l'existence de ce village situé au nord de Damas "avec de l'eau en abondance et une large étendue de terres cultivables".
C'est dans cette localité que se rencontrèrent Ibn Taymiyya et le mongol Mahmud Ghazan.

## Géographie
An-Nabk est située à environ 20 km de la frontière libanaise, à proximité des montagnes du Qalamoun. Au sud se trouve la ville de Yabroud, au nord Deir Atiyya, et à l'ouest il y a les montagnes de l'Anti-Liban. Le climat de la ville est tempéré et sec, ce qui en fait un bon endroit de villégiature que ce soit en hiver ou en été.
Une bonne part des habitants d’An-nabk se sont expatriés[réf. nécessaire], en majorité dans les pays du Golfe persique, mais aussi en Europe et en Amérique latine. Cette ville s'est développée surtout grâce à l'argent versé par ses résidents expatriés dans les pays arabes du Golfe. La majorité de la population est sunnite qui cohabite avec une minorité chrétienne.

## Monuments historiques
Deir Mar Moussa al-Habachi, construit vers le VIe siècle, est un monastère consacré à saint Moïse l'Abyssin, qui surplombe la ville en allant vers l'Est.
La citadelle, dont la construction remonte à la présence française durant la période du mandat (1920-1946).
L’hôpital du Qalamoun, appelé autrefois l’hôpital danois, relatif à la mission danoise qui a construit l'édifice en 1919, considéré comme l'un des plus anciens hôpitaux modernes de Syrie.

## Personnalité liées à la commune
Ali Al Tantawi a exercé comme juge à Nabek.